# Lugovoie (Uliànovsk)
|  | Per a altres significats, vegeu «Lugovoie». |

Lugovoie (en rus: Луговое) és un poble de l'óblast d'Uliànovsk, a Rússia, que en el cens del 2010 tenia 1.472 habitants. Pertany al districte d'Uliànovsk.